# 敖城镇
敖城镇，是中华人民共和国江西省吉安市吉安县下辖的一个乡镇级行政单位。 区域面积232平方千米。

## 行政区划
敖城镇下辖以下地区：
敖城社区、旷家村、毓芳村、乾上村、芳径村、版塘村、茶园村、消洲村、功阁村、大村、夏径村、高车村、泸富村、流江村、湖陂村、双江村、禾水村、上山村和礼溪村。